# اسماعیل حسین‌زهی
اسماعیل حسین زهی سیاستمدار عضو کمیسیون عمران مجلس شورای اسلامی در دوره یازدهم است. وی در یازدهمین انتخابات مجلس شورای اسلامی که در تاریخ ۲ اسفند ۱۳۹۸ برگزار شد، با کسب ۴۳ هزار و ۱۴۸ رای، از حوزه انتخابیه خاش، میرجاوه، نصرت‌آباد و کورین از استان سیستان و بلوچستان انتخاب گردد و به مجلس راه یابد.
وی پیش از این شهردار شهرستان خاش،  و شهردار کلانشهر زاهدان ومشاور استاندار سیستان و بلوچستان و مدیرعامل سازمان همیاری شهرداری‌های استان سیستان و بلوچستان بوده است..
مجلس شورای اسلامی
اسماعیل حسین زهی در یازدهمین انتخابات مجلس شورای اسلامی که در تاریخ ۲ اسفند ۱۳۹۸ برگزار شد، با کسب ۴۳ هزار و ۱۴۸ رای، از حوزه انتخابیه خاش، میرجاوه، نصرت‌آباد و کورین از استان سیستان و بلوچستان انتخاب گردد و به مجلس راه یابد.
دوازدهمین دوره مجلس شورای اسلامی
وی در دوازدهمین دوره انتخابات مجلس شورای اسلامی از حوزه انتخابیه شهرستان خاش با کسب ۱۰ هزار و ۵۳۰ رای از مجموع ۸۶ هزار و۱۸۵ رای از راهیابی به این دوره از مجلس باز ماند ، رقبای جدی وی در این دوره علی کرد و مشتاق احمد ریگی بودند.